# Wassim Salamoun
Wassim Salamoun, né en 1952 à Machghara, au Liban, est un otorhinolaryngologiste et homme politique canadien, lieutenant-gouverneur de l'Île-du-Prince-Édouard depuis le 17 octobre 2024.

## Biographie
Wassim Salamoun naît en 1952 au Liban. Il est le fils d'Aziz et de Marguerite Salamoun. Il poursuit ses études universitaires en médecine en France à l'université de Bordeaux, d'où il sort diplômé en 1979. De 1980 à 1984, il effectue sa formation en otorhinolaryngologie à l'Université Dalhousie d'Halifax,.
Vers 1989, Salamoun s'installe à Summerside, sur l'Île-du-Prince-Édouard. Il y exercice la médecine en tant qu'otorhinolaryngologiste et chirurgien à l'Hôpital du comté de Prince. Il devient notamment directeur médical de l'hôpital en 2006 et reste en poste jusqu'en 2015,. En 2017, il arrête d'exercer la médecine, mais continue d'être directeur de l'hôpital, puis est directeur médical des hôpitaux de l'ouest de l'île. Il prend sa retraite en 2022. En août 2024, il est annoncé comme le prochain lieutenant-gouverneur de la province, remplaçant Antoinette Perry. Le 17 octobre, il entre officiellement en exercice.
Il a notamment reçu le prix Dr. Tom Moore de l'Hôpital du comté de Prince et le prix Putting Patients First (lit. « prix Patients d'abord ») de la Société médicale de l'Île-du-Prince-Édouard. Il est décoré de l'ordre de l'Île du Prince-Édouard (en).
Il épouse Marie Dunne, avec qui il a deux enfants. 